# Premier League de Gales 2016-17
La  Premier League de Gales 2016-17 (conocida como Dafabet Premier League por razones de patrocinio) fue la edición número 25 de la Premier League de Gales. La temporada comenzó el 12 de agosto de 2016 y terminó el 13 de mayo de 2017. TNS se proclamó campeón.

## Sistema de competición
Los 12 equipos jugaron entre sí todos contra todos dos veces totalizando 22 fechas al término de las cuales los equipos se dividieron en dos grupos. El Grupo campeonato lo integraron los seis primeros de la fase regular, mientras que el Grupo descenso lo integraron los seis últimos; dentro de cada grupo los equipos jugaron entre sí todos contra todos dos veces totalizando 10 fechas más. Los equipos mantuvieron el mismo puntaje conseguido en la Fase Regular dentro de cada grupo, por lo que al final de la temporada cada club jugó 32 fechas.
El primer clasificado del Grupo campeonato se clasifica a la primera ronda de la Liga de Campeones 2017-18. El segundo clasificado del Grupo campeonato se clasifica a la primera ronda de la Liga Europa 2017-18, mientras que los equipos clasificados desde el tercer lugar hasta el último del Grupo campeonato más el primer clasificado del Grupo descenso jugarán los Play-offs por un cupo en la primera ronda de la Liga Europa 2017-18. Los dos últimos clasificados del Grupo descenso descendieron a la Cymru Alliance 2017-18 o a la First Division 2017-18, dependiendo a cual de las dos ligas estén afiliados los equipos.
Un tercer cupo para la Liga Europa 2017-18 fue asignado al campeón de la Copa de Gales.

## Equipos participantes
| Equipo           | Ciudad        | Estadio                   | Capacidad |
| ---------------- | ------------- | ------------------------- | --------- |
| Aberystwyth Town | Aberystwyth   | Park Avenue               | 5.000     |
| Airbus UK        | Broughton     | The Airfield              | 1.600     |
| Bala Town        | Bala          | Maes Tegid                | 3.00      |
| Bangor City      | Bangor        | Nantporth                 | 3.000     |
| Carmarthen Town  | Carmarthen    | Richmond Park             | 3.000     |
| Connah's Quay    | Connah's Quay | Deeside Stadium           | 1.500     |
| Cefn Druids      | Wrexham       | Rhosymedre Stadium        | 3.000     |
| Cardiff MU       | Cardiff       | Cardiff Athletics Stadium | 2.613     |
| Llandudno        | Llandudno     | Maesdu Park               | 1.013     |
| Newtown          | Newtown       | Latham Park               | 5.000     |
| Rhyl             | Rhyl          | Belle Vue                 | 3.000     |
| The New Saints   | Oswestry      | Park Hall                 | 2.000     |

### Ascensos y descensos
| Pos. | Ascendido de Cymru Alliance 2015-16 |
| ---- | ----------------------------------- |
| 1    | Cefn Druids                         |
| Pos. | Ascendido de First Division 2015-16 |
| 1    | Metropolitan University             |

| Pos. | Descendidos de Premier League 2015-16 |
| ---- | ------------------------------------- |
| 10   | Port Talbot                           |
| 12   | Haverfordwest                         |

## Fase regular

### Clasificación
| Pos. | Equipo               | Pts. | PJ | G  | E | P  | GF | GC | Dif. | Clasificación 2016–17    |
| ---- | -------------------- | ---- | -- | -- | - | -- | -- | -- | ---- | ------------------------ |
| 1    | The New Saints       | 64   | 22 | 21 | 1 | 0  | 77 | 14 | +63  | Ronda por el campeonato  |
| 2    | Connah's Quay Nomads | 43   | 22 | 12 | 7 | 3  | 33 | 16 | +17  | Ronda por el campeonato  |
| 3    | Bala Town            | 40   | 22 | 11 | 7 | 4  | 41 | 27 | +14  | Ronda por el campeonato  |
| 4    | Bangor City          | 36   | 22 | 11 | 3 | 8  | 35 | 34 | +1   | Ronda por el campeonato  |
| 5    | Cardiff MU           | 31   | 22 | 9  | 4 | 9  | 28 | 18 | +10  | Ronda por el campeonato  |
| 6    | Carmarthen Town      | 28   | 22 | 7  | 7 | 8  | 30 | 30 | 0    | Ronda por el campeonato  |
| 7    | Llandudno            | 26   | 22 | 6  | 8 | 8  | 18 | 29 | −11  | Ronda por la permanencia |
| 8    | Aberystwyth Town     | 23   | 22 | 7  | 2 | 13 | 25 | 41 | −16  | Ronda por la permanencia |
| 9    | Rhyl                 | 21   | 22 | 6  | 3 | 13 | 27 | 56 | −29  | Ronda por la permanencia |
| 10   | Cefn Druids          | 20   | 22 | 4  | 8 | 10 | 24 | 40 | −16  | Ronda por la permanencia |
| 11   | Newtown              | 19   | 22 | 4  | 7 | 11 | 26 | 32 | −6   | Ronda por la permanencia |
| 12   | Airbus UK            | 15   | 22 | 4  | 3 | 15 | 28 | 55 | −27  | Ronda por la permanencia |

Actualizado a los partidos jugados el 14 de enero de 2017.
 Fuente: Soccerway

### Tabla de resultados cruzados
| Local \ Visitante    | ABE | AIR | BAL | BAN | CMU | CAR | CEF | CON | LLA | NEW | RYL  | TNS |
| -------------------- | --- | --- | --- | --- | --- | --- | --- | --- | --- | --- | ---- | --- |
| Aberystwyth Town     | —   | 3–1 | 1–3 | 0–3 | 0–2 | 0–3 | 0–1 | 1–3 | 0–0 | 1–0 | 4–0  | 1–5 |
| Airbus UK            | 0–1 | —   | 2–4 | 4–2 | 1–0 | 1–1 | 3–2 | 0–3 | 2–3 | 0–2 | 0–3  | 1–4 |
| Bala Town            | 4–0 | 3–3 | —   | 1–1 | 1–0 | 0–0 | 2–0 | 0–0 | 3–0 | 1–0 | 6–1  | 0–2 |
| Bangor City          | 4–0 | 2–1 | 2–0 | —   | 2–1 | 1–2 | 2–1 | 0–2 | 2–1 | 2–1 | 3–2  | 1–2 |
| Cardiff MU           | 1–0 | 2–0 | 0–1 | 4–0 | —   | 1–3 | 5–0 | 1–2 | 1–1 | 2–1 | 4–0  | 1–2 |
| Carmarthen Town      | 0–5 | 2–1 | 2–3 | 1–1 | 0–0 | —   | 2–2 | 0–0 | 0–1 | 3–1 | 5–0  | 2–4 |
| Cefn Druids          | 0–3 | 2–2 | 4–4 | 2–3 | 0–0 | 0–0 | —   | 0–0 | 1–3 | 1–0 | 4–3  | 0–2 |
| Connah's Quay Nomads | 4–0 | 5–1 | 1–1 | 2–2 | 0–0 | 1–0 | 1–0 | —   | 1–1 | 1–0 | 2–0  | 0–3 |
| Llandudno            | 0–1 | 2–0 | 1–3 | 1–0 | 0–1 | 2–0 | 0–0 | 0–2 | —   | 0–0 | 2–2  | 0–5 |
| Newtown              | 2–2 | 2–4 | 0–0 | 1–2 | 0–1 | 4–2 | 1–1 | 2–1 | 0–0 | —   | 3–3  | 3–3 |
| Rhyl                 | 3–1 | 3–1 | 2–0 | 1–0 | 1–0 | 0–1 | 0–3 | 1–2 | 0–0 | 1–3 | —    | 1–2 |
| The New Saints       | 2–1 | 4–0 | 5–1 | 4–0 | 3–1 | 2–1 | 4–0 | 3–0 | 5–0 | 1–0 | 10–0 | —   |

## Ronda por el campeonato

### Clasificación
| Pos. | Equipo               | Pts. | PJ | G  | E  | P  | GF  | GC | Dif. | Clasificación 2017–18                              |
| ---- | -------------------- | ---- | -- | -- | -- | -- | --- | -- | ---- | -------------------------------------------------- |
| 1    | The New Saints (C)   | 85   | 32 | 28 | 1  | 3  | 101 | 26 | +75  | Primera Ronda de la Liga de Campeones              |
| 2    | Connah's Quay Nomads | 58   | 32 | 16 | 10 | 6  | 45  | 24 | +21  | Primera Ronda de la Liga Europa                    |
| 3    | Bala Town            | 57   | 32 | 16 | 9  | 7  | 61  | 46 | +15  | Primera Ronda de la Liga Europa                    |
| 4    | Bangor City (O)      | 52   | 32 | 16 | 4  | 12 | 53  | 53 | 0    | Play-offs para entrar en la Liga Europa de la UEFA |
| 5    | Carmarthen Town      | 39   | 32 | 10 | 9  | 13 | 40  | 46 | −6   | Play-offs para entrar en la Liga Europa de la UEFA |
| 6    | Cardiff MU           | 36   | 32 | 10 | 6  | 16 | 41  | 41 | 0    | Play-offs para entrar en la Liga Europa de la UEFA |

Actualizado a los partidos jugados el 22 de mayo de 2017.
 Fuente: Soccerway

### Tabla de resultados cruzados
| Local \ Visitante    | BAL | BAN | CMU | CAR | CON | TNS |
| -------------------- | --- | --- | --- | --- | --- | --- |
| Bala Town            | —   | 3–2 | 3–1 | 1–1 | 1–1 | 4–6 |
| Bangor City          | 1–2 | —   | 3–2 | 0–2 | 2–1 | 3–0 |
| Cardiff MU           | 2–3 | 2–3 | —   | 2–2 | 0–0 | 0–5 |
| Carmarthen Town      | 0–1 | 2–3 | 0–4 | —   | 1–3 | 1–0 |
| Connah's Quay Nomads | 2–0 | 1–1 | 2–0 | 0–1 | —   | 2–1 |
| The New Saints       | 3–2 | 4–0 | 2–0 | 2–0 | 1–0 | —   |

## Ronda por la permanencia

### Clasificación
| Pos. | Equipo           | Pts. | PJ | G  | E  | P  | GF | GC | Dif. | Clasificación 2017-18                              |
| ---- | ---------------- | ---- | -- | -- | -- | -- | -- | -- | ---- | -------------------------------------------------- |
| 1    | Newtown          | 45   | 32 | 12 | 9  | 11 | 59 | 41 | +18  | Play-offs para entrar en la Liga Europa de la UEFA |
| 2    | Cefn Druids      | 39   | 32 | 9  | 12 | 11 | 40 | 48 | −8   |                                                    |
| 3    | Llandudno        | 35   | 32 | 7  | 14 | 11 | 31 | 45 | −14  |                                                    |
| 4    | Aberystwyth Town | 34   | 32 | 10 | 4  | 18 | 41 | 63 | −22  |                                                    |
| 5    | Rhyl             | 30   | 32 | 8  | 6  | 18 | 38 | 76 | −38  | Descenso a Cymru Alliance 2017-18                  |
| 6    | Airbus UK        | 21   | 32 | 5  | 6  | 21 | 37 | 78 | −41  | Descenso a Cymru Alliance 2017-18                  |

Actualizado a los partidos jugados el 22 de mayo de 2017.
 Fuente: Soccerway

### Tabla de resultados cruzados
| Local \ Visitante | ABE | AIR | CEF | LLA | NEW | RYL |
| ----------------- | --- | --- | --- | --- | --- | --- |
| Aberystwyth Town  | —   | 1–0 | 0–0 | 3–4 | 0–4 | 4–0 |
| Airbus UK         | 4–2 | —   | 0–0 | 0–0 | 0–7 | 0–2 |
| Cefn Druids       | 2–1 | 3–1 | —   | 3–2 | 1–2 | 4–1 |
| Llandudno         | 0–2 | 2–2 | 0–0 | —   | 1–2 | 1–1 |
| Newtown           | 6–1 | 4–1 | 1–1 | 2–2 | —   | 1–2 |
| Rhyl              | 2–2 | 2–1 | 0–2 | 1–1 | 0–2 | —   |

## Play-offs para la Liga Europea
fue jugado por los tres últimos del Grupo campeonato más el primer clasificado del Grupo descenso, el ganador se clasificó a la Liga Europa 2017-18.

### Semifinales
| 6 de mayo de 2017, 14:30 | Bangor City                                        | 3:2 (2:2) | Newtown                        | Nantporth, Bangor                                  |                                                    |
|                          | - Taylor-Fletcher 5' - Nardiello 12' - Roberts 75' | Reporte   | - 19' Boundford - 26' Mitchell | Asistencia: 638 espectadores Árbitro(s): Dean John | Asistencia: 638 espectadores Árbitro(s): Dean John |

| 7 de mayo de 2017, 14:15 | Carmarthen Town | 1:2 (0:0) | Cardiff MU                   | Richmond Park, Carmarthen                          |                                                    |
|                          | - Griffiths 48' | Reporte   | - 60' Roscrow - 90+3' Corsby | Asistencia: 417 espectadores Árbitro(s): Lee Evans | Asistencia: 417 espectadores Árbitro(s): Lee Evans |

### Final
| 13 de mayo de 2017 | Bangor City      | 1:0 (1:0) | Cardiff MU | Nantporth, Bangor                                           |                                                             |
|                    | - Rittenberg 31' | Reporte   |            | Asistencia: 956 espectadores Árbitro(s): Bryn Markham-Jones | Asistencia: 956 espectadores Árbitro(s): Bryn Markham-Jones |

| Bangor City Clasificado a la Liga Europea 2017-18 |

## Goleadores
| Pos. | Jugador           | Club                         | Goles |
| ---- | ----------------- | ---------------------------- | ----- |
| 1    | Jason Oswell      | Newtown                      | 22    |
| 2    | Greg Draper       | The New Saints               | 15    |
| 2    | Alex Darlington   | The New Saints               | 15    |
| 4    | Mike Haynes       | Bala Town                    | 14    |
| 5    | Daniel Nardiello  | Bangor City                  | 13    |
| 6    | Adrian Cieslewicz | The New Saints               | 12    |
| 7    | Nick Rushton      | Connah's Quay Nomads/Newtown | 11    |
| 7    | Liam Thomas       | Carmarthen Town              | 11    |
| 9    | Tony Gray         | Airbus UK                    | 10    |
| 9    | Ashley Ruane      | Cefn Druids                  | 10    |